# Donny van de Beek
Donny van de Beek (Nijkerkerveen, Güeldres, Países Bajos, 18 de abril de 1997) es un futbolista neerlandés, juega como centrocampista y su equipo es el Girona F. C. de la Primera División de España.

## Trayectoria

### Ajax de Ámsterdam
Se incorporó en 2008 a la cantera del Ajax de Ámsterdam. En enero de 2015 hizo su debut con el equipo filial, el Jong Ajax, llegando a ser elegido como talento del futuro de la temporada. El 26 de noviembre del mismo año debutó con el Ajax en un encuentro de Liga Europa ante el Celtic. El 10 de diciembre marcó su primer gol en un encuentro ante el Molde noruego. Inmediatamente se consolidó en la primera plantilla que dirigía Frank de Boer.
En la campaña 2016-17 no logró asentarse en el equipo titular, ya que jugó habitualmente partiendo desde el banquillo. Sin embargo, jugó su primera final europea al disputar los últimos veinte minutos de la final de la Liga Europa ante el Manchester United. Al año siguiente se convirtió en el segundo máximo goleador de la plantilla, solo por detrás de Neres, con trece tantos.
En la temporada 2018-19 tuvo una destacada actuación en la eliminatoria ante el Real Madrid, al que eliminaron tras derrotarle por 1 a 4 en el Bernabéu, asistiendo en el gol que marcó el serbio Dušan Tadić. En la siguiente ronda, el 16 de abril, marcó uno de los goles en el triunfo por 1 a 2 ante la Juventus de Turín. Dos semanas después marcó el único tanto del encuentro de ida de semifinales, ante el Tottenham, en el Tottenham Hotspur Stadium, su gol recordó al que había logrado ante la Juventus quince días antes. En la jornada posterior de Liga de Campeones, su equipo fue remontado históricamente por el Tottenham Hotspur con triplete de Lucas Moura, debido a ello, Van de Beek no logró alcanzar a disputar la final de la Liga de Campeones. El 15 de mayo, gana la 34.ª Eredivisie para el Ajax, que, pudo dedicarla a Abdelhak Nouri, compañero de generación y de equipo que dos años atrás sufrió una arritmia que le provocó daños neuronales de los que poco a poco va mejorando.
Tras la campaña del Ajax fue pretendido por varios clubes, entre ellos el Real Madrid. Debido al interés, su compatriota, el centrocampista neerlandés Frenkie de Jong, expresó sobre él:

«Estoy bastante seguro de que tiene la habilidad. Creo que ha demostrado al mundo y a todos en Europa que tiene la capacidad de jugar a ese nivel»
Frenkie de Jong

En la campaña 2019-20 de la Liga de Campeones de la UEFA su equipo fue eliminado en fase de grupos tras caer ante el Valencia C. F. Posteriormente jugó en la Liga Europa, pero su club fue eliminado por el Getafe C. F. en la ronda de dieciseisavos de final a doble partido. No pudo renovar junto a su equipo el título de campeón de la Eredivisie en esa temporada, debido a que esta liga se canceló debido a la situación epidemiológica provocada por la COVID-19 en el mundo.

### Inglaterra
El 2 de septiembre de 2020 se hizo oficial su fichaje por el Manchester United F. C. de la Premier League de Inglaterra, firmando un contrato por 5 temporadas con opción a extenderlo un año más. Decidió llevar el dorsal número 34 en honor al que fuera su compañero de equipo Abdelhak Nouri, además que el francés Paul Pogba llevaba, en el momento de su fichaje, el dorsal 6, el mismo con el que jugó durante su etapa en el Ámsterdam.
Debutó en la Premier League en la derrota 1-3 contra el Crystal Palace F. C., partido en que ingresó en el minuto 67' sustituyendo al propio Paul Pogba y marcó el único tanto de su equipo.
En Mánchester estuvo temporada y media antes de abandonar temporalmente el club para jugar cedido la segunda mitad de la campaña 2021-22 en el Everton F. C. En esta disputó siete encuentros en los que anotó un gol en el último partido ante el Arsenal F. C.
En enero de 2024, tras haber jugado únicamente dos encuentros durante la temporada, volvió a salir a préstamo, esta vez al Eintracht Fráncfort.

### Girona F. C.
En julio de 2024 abandonó definitivamente la entidad mancuniana después de ser traspasado al Girona F. C., equipo con el que firmó por cuatro años. Reveló que había pensado en dejar el fútbol antes de fichar por el Girona F. C. debido a las pocas oportunidades que había tenido en los equipos anteriores.

## Selección nacional
Fue internacional en todas las categorías inferiores de los Países Bajos. El 14 de noviembre de 2017 hizo su debut con la selección absoluta en un amistoso ante Rumania.

### Goles internacionales
| N.º | Fecha                   | Estadio                                          | Rival  | Gol | Resultado | Competición                         |
| --- | ----------------------- | ------------------------------------------------ | ------ | --- | --------- | ----------------------------------- |
| 1   | 14 de octubre de 2020   | Estadio Atleti Azzurri d'Italia, Bérgamo, Italia | Italia | 1-1 | 1-1       | Liga de Naciones de la UEFA 2020-21 |
| 2   | 11 de noviembre de 2020 | Johan Cruyff ArenA, Ámsterdam, Países Bajos      | España | 1-1 | 1-1       | Amistoso                            |

### Participaciones en juveniles
| Competición                                                                | Sede         | Resultado  | Partidos | Goles | Asistencias |
| -------------------------------------------------------------------------- | ------------ | ---------- | -------- | ----- | ----------- |
| Ronda de clasificación para el Campeonato de Europa Sub-17 de la UEFA 2014 | Georgia      | Clasificó  | 3        | 0     | 1           |
| Ronda Élite para el Campeonato de Europa Sub-17 de la UEFA 2014            | Países Bajos | Clasificó  | 3        | 1     | 0           |
| Campeonato de Europa Sub-17 de la UEFA 2014                                | Malta        | Subcampeón | 5        | 0     | 0           |
| Ronda de clasificación para el Campeonato de Europa Sub-19 de la UEFA 2015 | Polonia      | Clasificó  | 3        | 2     | 0           |
| Ronda Élite para el Campeonato de Europa Sub-19 de la UEFA 2015            | Países Bajos | Clasificó  | 3        | 0     | 0           |
| Ronda de clasificación para el Campeonato de Europa Sub-19 de la UEFA 2016 | Francia      | Clasificó  | 3        | 1     | 2           |

## Estadísticas

### Clubes
Actualizado al 24 de abril de 2025.
| Club | Div.          | Temporada     | Liga  | Liga  | Liga   | Copas nacionales | Copas nacionales | Copas nacionales | Torneos internacionales(1) | Torneos internacionales(1) | Torneos internacionales(1) | Total | Total | Total  |
| Club | Div.          | Temporada     | Part. | Goles | Asist. | Part.            | Goles            | Asist.           | Part.                      | Goles                      | Asist.                     | Part. | Goles | Asist. |
| --- | ------------- | ------------- | ----- | ----- | ------ | ---------------- | ---------------- | ---------------- | -------------------------- | -------------------------- | -------------------------- | ----- | ----- | ------ |
| Jong Ajax · Países Bajos                                                                                  | 2.ª           | 2014-15       | 6     | 0     | 0      | —                | —                | —                | —                          | —                          | —                          | 6     | 0     | 0      |
| Jong Ajax · Países Bajos                                                                                  | 2.ª           | 2015-16       | 13    | 2     | 5      | —                | —                | —                | —                          | —                          | —                          | 13    | 2     | 5      |
| Jong Ajax · Países Bajos                                                                                  | 2.ª           | 2016-17       | 16    | 6     | 5      | —                | —                | —                | —                          | —                          | —                          | 16    | 6     | 5      |
| Jong Ajax · Países Bajos                                                                                  | Total club    | Total club    | 35    | 8     | 10     | 0                | 0                | 0                | 0                          | 0                          | 0                          | 35    | 8     | 10     |
| Ajax de Ámsterdam · Países Bajos                                                                          | 1.ª           | 2015-16       | 8     | 0     | 0      | 0                | 0                | 0                | 2                          | 1                          | 0                          | 10    | 1     | 0      |
| Ajax de Ámsterdam · Países Bajos                                                                          | 1.ª           | 2016-17       | 19    | 0     | 2      | 2                | 0                | 1                | 11                         | 0                          | 1                          | 32    | 0     | 4      |
| Ajax de Ámsterdam · Países Bajos                                                                          | 1.ª           | 2017-18       | 34    | 11    | 6      | 1                | 0                | 0                | 4                          | 2                          | 0                          | 39    | 13    | 6      |
| Ajax de Ámsterdam · Países Bajos                                                                          | 1.ª           | 2018-19       | 34    | 9     | 10     | 5                | 4                | 1                | 18                         | 4                          | 2                          | 57    | 17    | 13     |
| Ajax de Ámsterdam · Países Bajos                                                                          | 1.ª           | 2019-20       | 23    | 8     | 5      | 4                | 0                | 3                | 10                         | 2                          | 2                          | 37    | 10    | 10     |
| Ajax de Ámsterdam · Países Bajos                                                                          | Total club    | Total club    | 118   | 28    | 23     | 12               | 4                | 5                | 45                         | 9                          | 5                          | 175   | 41    | 33     |
| Manchester United F. C. Inglaterra                                                                        | 1.ª           | 2020-21       | 19    | 1     | 1      | 8                | 0                | 1                | 9                          | 0                          | 0                          | 36    | 1     | 2      |
| Manchester United F. C. Inglaterra                                                                        | 1.ª           | 2021-22       | 8     | 1     | 0      | 2                | 0                | 0                | 4                          | 0                          | 0                          | 14    | 1     | 0      |
| Everton F. C. Inglaterra                                                                                  | 1.ª           | 2021-22       | 7     | 1     | 0      | ―                | ―                | ―                | ―                          | ―                          | ―                          | 7     | 1     | 0      |
| Everton F. C. Inglaterra                                                                                  | Total club    | Total club    | 7     | 1     | 0      | 0                | 0                | 0                | 0                          | 0                          | 0                          | 7     | 1     | 0      |
| Manchester United F. C. Inglaterra                                                                        | 1.ª           | 2022-23       | 7     | 0     | 0      | 1                | 0                | 0                | 2                          | 0                          | 0                          | 10    | 0     | 0      |
| Manchester United F. C. Inglaterra                                                                        | 1.ª           | 2023-24       | 1     | 0     | 0      | 1                | 0                | 0                | 0                          | 0                          | 0                          | 2     | 0     | 0      |
| Manchester United F. C. Inglaterra                                                                        | Total club    | Total club    | 35    | 2     | 1      | 12               | 0                | 1                | 15                         | 0                          | 0                          | 62    | 2     | 2      |
| Eintracht Fráncfort · Alemania                                                                            | 1.ª           | 2023-24       | 8     | 0     | 0      | ―                | ―                | ―                | 0                          | 0                          | 0                          | 8     | 0     | 0      |
| Eintracht Fráncfort · Alemania                                                                            | Total club    | Total club    | 8     | 0     | 0      | 0                | 0                | 0                | 0                          | 0                          | 0                          | 8     | 0     | 0      |
| Girona F. C. · España                                                                                     | 1.ª           | 2024-25       | 26    | 2     | 2      | 2                | 0                | 0                | 7                          | 1                          | 0                          | 35    | 3     | 2      |
| Girona F. C. · España                                                                                     | Total club    | Total club    | 26    | 2     | 2      | 2                | 0                | 0                | 7                          | 1                          | 0                          | 35    | 3     | 2      |
| Total carrera                                                                                             | Total carrera | Total carrera | 229   | 41    | 36     | 26               | 4                | 6                | 67                         | 10                         | 5                          | 322   | 55    | 47     |
| (1)Incluidos los datos de la Liga Europa de la UEFA (2015-16) y la Liga de Campeones de la UEFA (2016-17) |               |               |       |       |        |                  |                  |                  |                            |                            |                            |       |       |        |

## Palmarés

### Títulos nacionales
| Título                        | Club                    | País         | Año  |
| ----------------------------- | ----------------------- | ------------ | ---- |
| Copa de los Países Bajos      | Ajax de Ámsterdam       | Países Bajos | 2019 |
| Eredivisie                    | Ajax de Ámsterdam       | Países Bajos | 2019 |
| Supercopa de los Países Bajos | Ajax de Ámsterdam       | Países Bajos | 2019 |
| Copa de la Liga               | Manchester United F. C. | Inglaterra   | 2023 |

### Distinciones individuales
| Distinción                                                                | Año  |
| ------------------------------------------------------------------------- | ---- |
| Parte de los 50 mejores futbolistas sub-18 del mundo según medio Goal.com | 2016 |